# فرد جي. موسر
فرد جي. موسر هو سياسي أمريكي، ولد في 2 مايو 1898، وتوفي في 23 أغسطس 1993. انتخب عضو جمعية ولاية ويسكونسن ‏.